# Сусанна Римська
Свята Сусанна Римська (англ. Saint Susanna, ? — 295, Рим) — ранньо-християнська діва мучениця (через обезголовлення) з Риму. 

## Життєпис
Сусанна діва була дочкою пресвітера Гавінія (англ. Saint Gabinus) і племінницею святого Папи Римського Гайя (283—296). Вона була вихована в строгому християнському благочесті і з юних літ посвятила себе Богу. Сім'я святої була в родстві з імператором Діоклетіаном (284—305), до якого дійшов слух про її чесноти і красу. Вирішивши видати святу Сусанну заміж за свого співправителя Максиміана Геркула (284—305), імператор послав до пресвітера Гавінія свого родича, сановника Клавдія, а потім його брата Максима. Обоє вони разом із жінкою Клавдія Препедигною і синами Олександром і Куфієм після бесід з благочестивою сім'єю прийняли хрещення. Взнавши про те, що ціла сім'я імператорських родичів навернулася до християнства, Діоклетіан відправив їх у вигнання. Незабаром мучеників спалили в Остії, недалеко від Риму, а попіл кинули в море. Святу діву Сусанну взяли у палац, а імператриці було доручено вмовити її скоритися. Але імператриця, таємна християнка, підтримала мученицю в намірі зберегти дівоцтво заради Господа. Вона оголосила імператору про відмову діви вступити в шлюб з язичником. Діоклетіан дав дозвіл соправителю збезчестити святу діву, але Ангел захистив її. Македоній став схиляти мученицю принести жертву ідолам. «Я сама себе приношу в жертву Господу моєму», — відповіла вона. Тоді Македоній відсік мучениці голову. Імператриця ж таємно поховала тіло святої; кімната, де відбулося вбивство, була освячена в церкву святим Папою Гаєм. Незабаром прийняв мученицьку кончину батько святої Сусанни — пресвітер Гавіній, а в 296 році і святитель Гаїй.
Її пам'ять в церкві припадає на — 11 серпня.